# Volejbol'nyj klub Avtomobilist 2011-2012
Questa voce raccoglie le informazioni riguardanti il Volejbol'nyj klub Avtomobilist nelle competizioni ufficiali della stagione 2011-2012.

## Organigramma societario
Area direttiva
- Presidente: Vladimir Samsonov

Area tecnica
- Allenatore: Andrej Toločko

## Rosa
| N° | Nome                | Ruolo | Data di nascita   | Nazionalità sportiva |
| -- | ------------------- | ----- | ----------------- | -------------------- |
| 1  | Sergej Červjakov    | C     | 17 settembre 1989 | Russia               |
| 2  | Serhij Šul'ha       | P     | 24 aprile 1981    | Ucraina              |
| 3  | Todor Valčev        | S     | 18 gennaio 1989   | Bulgaria             |
| 4  | Viktor Belov        | L     | 2 febbraio 1990   | Russia               |
| 5  | Vladimir Čivel'     | C     | 13 giugno 1993    | Russia               |
| 7  | Aleksej Evseev      | C     | 3 ottobre 1992    | Russia               |
| 7  | Artem Černenko      | C     | 1984              | Russia               |
| 8  | Dmitrij Skoryj      | S     | 21 gennaio 1978   | Russia               |
| 9  | Oleksandr Stacenko  | O     | 10 novembre 1983  | Ucraina              |
| 10 | Aleksandr Nikulaev  | O     | 1º giugno 1994    | Russia               |
| 11 | Nikita Kuchno       | S     | 29 marzo 1995     | Russia               |
| 12 | Vladimir Parchuta   | O     | 22 gennaio 1990   | Russia               |
| 14 | Denis Baglij        | S     | 12 marzo 1993     | Russia               |
| 14 | Olli-Pekka Ojansivu | O     | 31 dicembre 1987  | Finlandia            |
| 16 | Aleksandr Popleteev | S     | 21 aprile 1995    | Russia               |
| 17 | Anton Vasil'ev      | L     | 18 giugno 1991    | Russia               |
| 18 | Aleksandr Chajbulov | P     | 2 ottobre 1990    | Russia               |

## Statistiche

### Statistiche di squadra
| Competizione    | Punti | In casa | In casa | In casa | In trasferta | In trasferta | In trasferta | Totale | Totale | Totale |
| Competizione    | Punti | G       | V       | P       | G            | V            | P            | G      | V      | P      |
| --------------- | ----- | ------- | ------- | ------- | ------------ | ------------ | ------------ | ------ | ------ | ------ |
| Superliga       | 7/7   | 13      | 2       | 11      | 13           | 2            | 11           | 26     | 4      | 22     |
| Coppa di Russia | 2     | -       | -       | -       | -            | -            | -            | 10     | 0      | 10     |
| Totale          | -     | 13      | 2       | 11      | 13           | 2            | 11           | 36     | 4      | 32     |

G = partite giocate; V = partite vinte; P = partite perse

### Statistiche dei giocatori
| Giocatore    | Superliga | Superliga | Superliga | Superliga | Superliga |
| Giocatore    | P         | PT        | AV        | MV        | BV        |
| ------------ | --------- | --------- | --------- | --------- | --------- |
| D. Baglij    | 0         | 0         | 0         | 0         | 0         |
| V. Belov     | 26        | 2         | 1         | 1         | 0         |
| A. Černenko  | 13        | 71        | 56        | 12        | 3         |
| S. Červjakov | 26        | 178       | 103       | 68        | 7         |
| A. Chajbulov | 26        | 14        | 4         | 3         | 7         |
| V. Čivel'    | 14        | 17        | 9         | 8         | 0         |
| A. Evseev    | 14        | 34        | 18        | 10        | 6         |
| N. Kuchno    | 0         | 0         | 0         | 0         | 0         |
| A. Nikulaev  | 0         | 0         | 0         | 0         | 0         |
| O. Ojansivu  | 18        | 239       | 206       | 16        | 17        |
| V. Parchuta  | 26        | 257       | 224       | 12        | 21        |
| A. Popleteev | 2         | 3         | 2         | 0         | 1         |
| D. Skoryj    | 26        | 189       | 171       | 14        | 4         |
| O. Stacenko  | 5         | 48        | 42        | 3         | 3         |
| S. Šul'ha    | 25        | 46        | 17        | 23        | 6         |
| T. Valčev    | 21        | 135       | 103       | 24        | 8         |
| A. Vasil'ev  | 26        | 1         | 1         | 0         | 0         |

P = presenze; PT = punti totali; AV = attacchi vincenti; MV = muri vincenti; BV = battute vincenti

NB: Non sono disponibili i dati relativi alla Coppa di Russia e, di conseguenza, quelli totali